# Katarzyna Gniewkowska
Katarzyna Gniewkowska, née à Katowice en Silésie le 25 octobre 1962, est une actrice polonaise de séries télévisées, de cinéma et de théâtre.

## Filmographie
- 1987 : Komediantka : Helena Halder
- 1987 : Miedzy ustami a brzegiem pucharu : Jadwiga Chrzastkowska
- 1988 : Komediantka (mini-série) : Hela Halder ((9 épisodes)
- 1989 : Pomiedzy wilki (téléfilm) : Jastrzebska, l'épouse du Général
- 1989 : Gdansk '39 (mini-série) : Jadwiga Paterkówna
- 2002 : Na dobre i na zle (série télévisée) : Marianna
- 2003 : Insatiability : Princesse Ticonderoga Irina Vsievolodovna
- 2007 : Jutro idziemy do kina (téléfilm) : matka Boleslawskiego
- 2007 : Twarza w twarz (série télévisée) : Hanna (2 épisodes)
- 2007 : Ekipa (série télévisée) : Julia Rychter ((13 épisodes)
- 2007 : Taxi A : l'épouse
- 2008 : Mala wielka milosc : la sage-femme
- 2008 : Unmoved Mover : Elzbieta
- 2008 : Splinters : la maman de Marta
- 2009 : Mala wielka milosc (série télévisée) : la sage-femme
- 2009 : Miasto z morza : Wendy, l'épouse
- 2009 : Nigdy nie mów nigdy : Obstetrician
- 2009 : Polska nowela filmowa (court métrage) : Agnieszka
- 2010 : Majka (série télévisée) : Lucyna Duszynska
- 2010 : Mystification : Shop assistant in 'Desa'
- 2010 : Sprawiedliwi (série télévisée) : la maman de Stefan (6 épisodes)
- 2010 : Apetyt na zycie (série télévisée) : Maryla Lohan (19 épisodes)
- 2010-2011 : Szpilki na Giewoncie (série télévisée) : Barbara Drawska (31 épisodes)
- 2011 : Uklad Warszawski (série télévisée) : Elzbieta Oporna (11 épisodes)
- 2008-2013 : Czas honoru (pl) (série télévisée) : docteure Maria Konarska ((65 épisodes)
- 2014 : Pod mocnym aniolem : Her Mother
- 2014 : Prawo Agaty (série télévisée) : docteure Aleksandra Wloch
- 2015 : Demon (en) : Zofia
- 2016 : Past Life : Agnieszka Zielinska
- 2016 : Ojciec Mateusz (série télévisée) : Teresa Waldorf
- 2018 : Nina : Ewa Lipowska
- 1997-2018 : Teatr telewizji (série télévisée) : Milewska / Mother Helpless / Mrs. Dobrójska / ... (12 épisodes)
- 2015-2018 : O mnie sie nie martw (série télévisée) : Renata Kaszuba (18 épisodes)